# Dolomedes fontus
Espèce
Dolomedes fontus est une espèce d'araignées aranéomorphes de la famille des Dolomedidae.

## Distribution
Cette espèce est endémique du Japon. Elle se rencontre dans la préfecture de Chiba dans la péninsule de Bōsō.

## Description
La femelle holotype mesure 19,12 mm et le mâle paratype 15,89 mm, les mâles mesurent de 15,04 à 15,90 mm et les femelles de 15,78 à 20,98 mm.

## Systématique et taxinomie
Cette espèce a été décrite par Tanikawa et Miyashita en 2008.

## Publication originale
- Tanikawa & Miyashita, 2008 : « A revision of Japanese spiders of the genus Dolomedes (Araneae: Pisauridae) with its phylogeny based on mt-DNA. » Acta Arachnologica, vol. 57, p. 19-35.